# Biron (famiglia)
Biron è una nobile famiglia di Curlandia  che si stabilì anche in Slesia e Boemia. Rami della famiglia esistono ancora oggi.

## Origini
La famiglia Bühren, che era immigrata dalla Westfalia, forse da Büren (Westfalia), si stabilì in Curlandia intorno al 1564. A Kalnzeem (oggi in Lettonia) la famiglia aveva una tenuta. Nel 1638, la famiglia fu nobilitata dal re polacco e da allora in poi si fece chiamare von Bühren. Acquisì importanza sotto Ernst Johann Biron, che nacque nel 1690 come secondo figlio del proprietario terriero Karl von Bühren e cambiò il nome della famiglia in Biron, in riferimento ai duchi francesi di Biron. La famiglia assunse successivamente maggiore importanza quando l'ultimo membro della Casa di Kettler rimase senza eredi maschi. Di conseguenza, Ernst Johann Biron, un amante dell'imperatrice Anna di Russia, succedette a Ferdinando Kettler come Duca di Curlandia e Senigallia.

## Ascesa politica
Nel 1730 fu elevato al rango di conte russo dalla zarina Anna Ivanovna. Affidò al suo favorito Ernst Johann Biron l'ufficio di ciambellano imperiale alla corte russa. Divenne così uno degli uomini più potenti della Russia. Nello stesso anno, fu elevato al rango di conte imperiale dall'imperatore tedesco.
Nel 1737 Ernst Johann Biron fu eletto per succedere al defunto duca Ferdinando di Curlandia e Semigallia. Poiché la Curlandia era uno stato vassallo polacco, fu richiesta la conferma della nomina da parte del re polacco, che fu fatta dal re Augusto III poco dopo. Questa carica governativa fu tenuta dalla Casa di Biron di Curlandia fino al 1795,sebbene non in maniera continuativa. Dopo la morte di Anna, Biron fu rovesciato nel 1740 come capo del governo de facto della Russia ed esiliato in Siberia. Sotto l'imperatrice Elisabetta fu liberato un anno dopo, ma reinstallato solo dall'imperatrice Caterina II nel 1763 come duca regnante in Curlandia. Nel 1769 consegnò l'ufficio al figlio Pietro Biron; morì nel 1772 nella residenza di Mitau.
Con la terza spartizione della Polonia nel 1795, la sovranità feudale del re polacco Stanislao II Augusto Poniatowski cessò di esistere e la Curlandia fu incorporata nella Russia. Il duca Pietro di Curlandia fu ora costretto ad abdicare dall'imperatrice Caterina, per cui gli fu assegnata una pensione annuale di 25.000 ducati e un wittum per sua moglie. Per i suoi possedimenti in Curlandia ricevette due milioni di rubli. Si trasferì quindi con la sua famiglia nel ducato di Sagan nella Slesia prussiana, acquisito nel 1786. In Bassa Slesia, suo padre aveva già acquisito la signoria nel distretto di Groß Wartenberg nel 1734, che il suo secondo figlio Carl Ernst ereditò. Per mezzo del suo TFR russo e della pensione, Pietro acquistò residenze successive a Berlino e Praga, le signorie tedesche Wartenberg e Nettkow nella Bassa Slesia e le signorie di Nachod e Chwalkowitz in Boemia. Le sue quattro figlie ereditarono tutti questi beni. A suo nipote Gustav Kalixt von Biron rimase solo la proprietà slesiana Groß Wartenberg, che proveniva da suo nonno, che fu espropriato dai suoi discendenti nel 1945. Questi portano ancora il cognome Principe o Principessa Biron di Curland e il titolo obsoleto di Altezza serenissima.

## Personalità (selezione)
- Ernst Johann Biron (1690–1772), dal 1730 conte imperiale, 1737–1769 duca di Curlandia e Semigallia ⚭ Benigna Gottliebe von Trotha gt Treyden
  - Pietro Biron (1724–1800), conte imperiale, 1769–1795 duca di Curlandia e Semigallia ⚭ Dorotea contessa di Medem
    - Guglielmina di Biron (1781–1839), Principessa di Curlandia, Duchessa di Sagan (1800–1839) ⚭ I Principe Luigi di Rohan (1768–1836), ⚭ II Principe Vasily Trubetzkoi (1776–1841), ⚭ III Conte Carl Rudolf von der Schulenburg (1788–1856)
    - Paolina di Biron (1782–1845), principessa di Curlandia, duchessa di Sagan (1839–1845) ⚭ principe Federico Hohenzollern-Hechingen
    - Giovanna Caterina (1783–1876) ⚭ Francesco Pignatelli, Duca di Acerenza, Principe di Belmonte
    - Dorotea di Biron (1793–1862), duchessa di Dino (1817), duchessa di Sagan (acquisita dalla sorella Paolina nel 1842; elevazione a duchessa di Sagan nel 1845) ⚭ conte Edmond de Talleyrand-Périgord, dal 1838 duca di Talleyrand fino alla sua morte nel 1862) . Il Ducato di Sagan passò nel 1862 a suo figlio Napoleon-Louis (1811-1898)

  - Hedvig Elizabeth von Biron (1727–1793) ⚭ Barone Alexander Cherkasov († 1788)
  - Karl Ernst, Principe Biron von Curland (1728–1801) ⚭ Apollonia Lodzia-Poninska (1760–1800)
    - Gustav Kalixt von Biron (1780–1821), principe di Biron-Wartenberg, principe di Curlandia ⚭ Franziska Gräfin von Maltzan
      - Karl Prinz Biron von Curlandia (1811–1848) ⚭ Agnes Gräfin di Lippe-Biesterfeld
      - Calixt Principe Biron von Curlandia (1817–1882) ⚭ Principessa Elena Mescherskaja
        - Gustavo Principe Biron von Curlandia (1859–1941) ⚭ Françoise Levisse de Montigny de Jaucourt
          - Carlo Principe Biron von Curlandia (1907–1982), Commendatore e governatore dell'Ordine di San Giovanni[3] ⚭ Herzeleide Principessa di Prussia
            - Ernst Johann Principe Biron von Curlandia (* 1940) ⚭ Elisabeth Gräfin di Ysenburg-Philippseich

          - Friedrich Franz Biron von Curlandia (1910-1997)[4]